# Iglesia de San Adrián (Guasillo)
La iglesia de San Adrián es una iglesia parroquial católica de origen románico en España, ubicada en Guasillo, pedanía de Jaca (provincia de Huesca, Aragón). Forma parte de los elementos asociados al Camino de Santiago francés en Aragón.
Conserva un campanario románico que data de mediados del siglo XI. La iglesia adosada, dedicada a San Adrián de Nicomedia, fue reconstruida en su mayor parte en los siglos XVIII-XIX, con el interior decorado en estilo barroco.

## Historia
La mención en el Cartulario de San Juan de la Peña de 1034 de un abad de Guasillo que dona la iglesia al monasterio de San Juan de la Peña hace sospechar la existencia de una institución previa a la actual iglesia. La datación de esta ha generado un debate sobre un posible origen mozárabe o románico, siendo la segunda opción la preferida por los especialistas.
En el siglo XI la iglesia fue reconstruida dentro de la extensión del arte románico en Aragón. En el siglo XVIII se volvió a reconstruir la iglesia manteniendo restos de la estructura románica original en la parte este.

## Arquitectura
Construido sobre una planta rectangular, el campanario también pudo haber sido utilizado como torre de vigilancia debido a su posición elevada. La torre sin estructura, que se levanta junto a la fachada sur en el lado este de la nave, tiene numerosos vanos que ahora están tapiados. En el lado sur de su planta media se abre una ventana gemela con arcos de herradura y columna central monolítica, empotrada en una chambrana rehundida. Formas de ventana similares también se pueden encontrar en la torre de la iglesia de San Pedro en Lárrede, cuya construcción también data de alrededor de 1050/60. El campanario con las arcadas sonoras en arco de medio punto fue renovado en el siglo XVIII. 
El portal del lado sur de la nave se integra en un pequeño antepecho cubierto. En el relieve de la portada se representa el escudo de armas del monasterio de San Juan de la Peña, recordando que la iglesia fue posesión de este monasterio del siglo XI al XVII. El escudo muestra al Cordero de Dios con el bastón cruzado y una corona encima, bajo la que se indica De San Juan de la Peña.

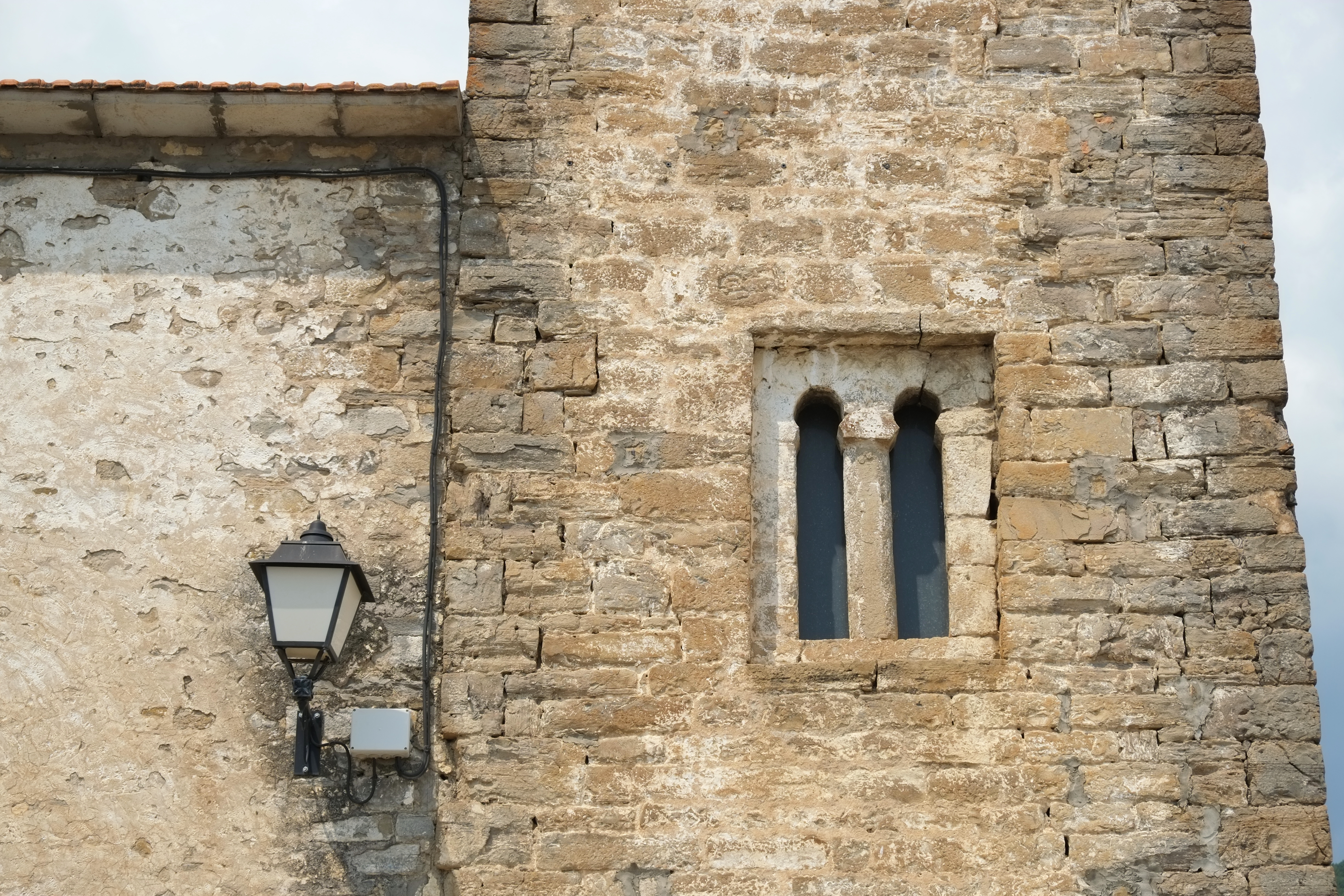
Ventanas gemelas en la torre
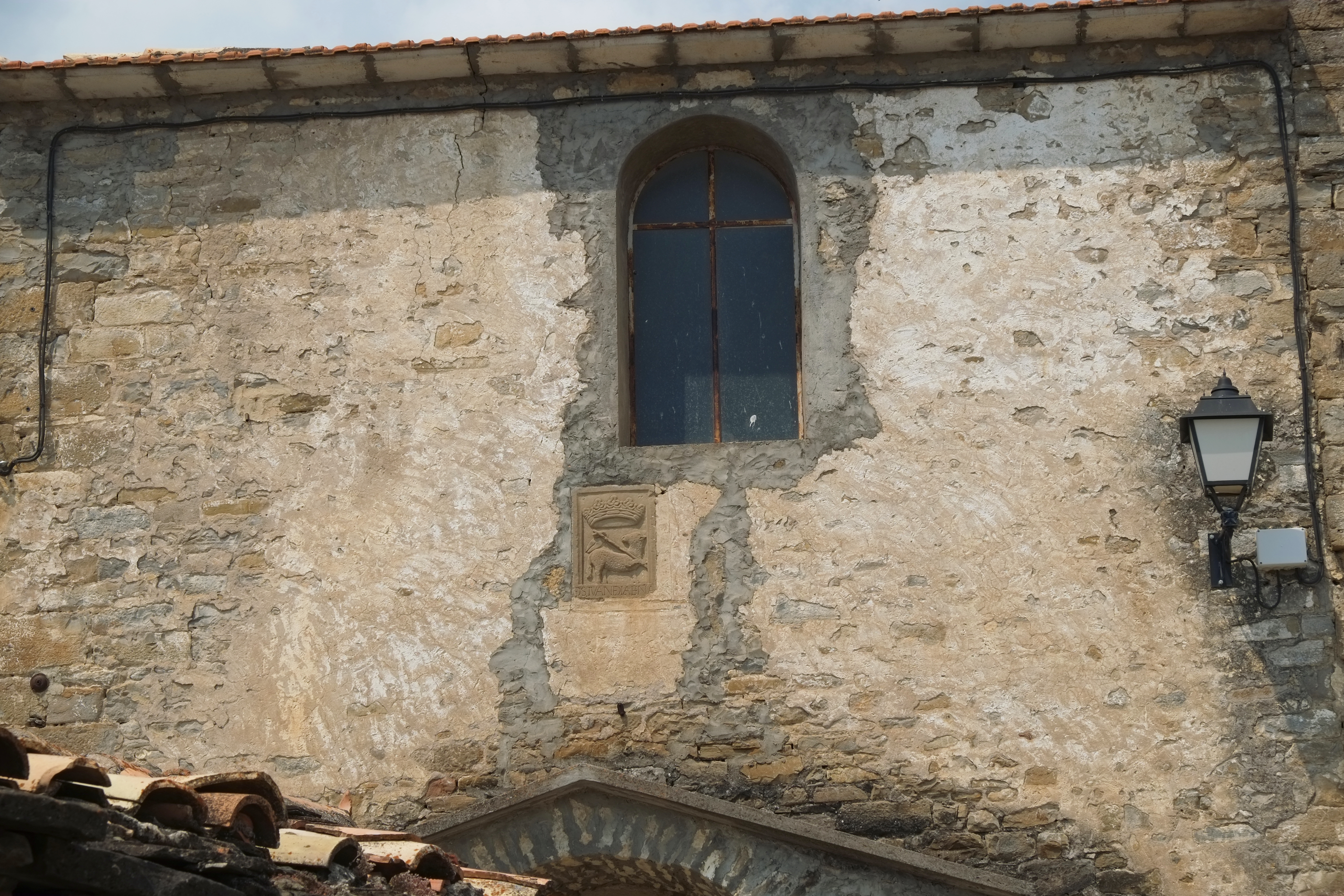
Fachada sur, relieve con el escudo del Monasterio de San Juan de la Peña

## Decoración y bienes muebles
La decoración interna es de estilo barroco y proviene principalmente de la remodelación del siglo XVIII. Se conserva una tabla pintada que pertenecería al anterior retablo, gótico, del siglo XV, en la que se reproducen las imágenes de dos santas. En la actualidad presenta un coro elevado en los pies de la iglesia que descansa sobre un arco escarzano. Está presidida por un retablo barroco del siglo XVIII de madera policromada, obra del escultor de origen francés Juan de Puey. En el primer cuerpo aparecen las figuras de bulto redondo de san Adrián, san Bartolomé y santa Orosia.